# Васин, Владимир Алексеевич (спортсмен)
Влади́мир Алексе́евич Ва́син (род. 9 января 1947, Москва) — советский спортсмен, специализировался в прыжках в воду (трамплин и вышка). Первый советский олимпийский чемпион в прыжках в воду. Заслуженный мастер спорта СССР (1972). Выступал за «Спартак» (Москва). Член КПСС с 1971 года. По окончании карьеры работал спортивным функционером. Вице-президент НОК России.

## Спортивная биография
Родился 9 января 1947 года в Москве. Занимался прыжками в воду под руководством Татьяны Петрухиной. Дебютировал на Олимпийских играх 1964 года и занял в прыжках с трамплина 8-е место. В 1968 году, выступая в двух номерах прыжковой программы, не смог подняться выше 10-го места.
В 1972 году на Олимпийских играх в Мюнхене Васину удалось прервать гегемонию спортсменов США, которые не проигрывали соревнования в прыжках с 3-метрового трамплина с Игр 1920 года. Благодаря этому успеху вошёл в историю как первый советский спортсмен, ставший олимпийским чемпионом в прыжках в воду.

## Деятельность в структуре НОК
После Игр 1972 года Владимир Васин завершил спортивную карьеру. Окончил экономический факультет МГУ (1973) и Академию общественных наук при ЦК КПСС (1990). Кандидат педагогических наук. Судил соревнования по прыжкам в воду. Судья международной категории.
В 1989—1991 годах находился во главе всероссийского олимпийского комитета. В 1991 году после распада страны Олимпийский комитет СССР прекратил своё существование. Всероссийский олимпийский комитет стал самостоятельной организацией и был переименован в Олимпийский комитет России, во главе которого остался Васин. В феврале 1992 года Владимир Васин отказался от поста, и его место занял Виталий Смирнов.
С 1992 года занимал различные посты в национальном олимпийском комитете и Росспорте. В 2004 году от лица олимпийского комитета России подписал спонсорский договор на разрешение использования олимпийской символики в продукции компании «Лукойл».
С 2005 года вице-президент Олимпийского комитета России. На летних Играх 2008, а также зимних 2006 и 2010 годов Владимир Васин был руководителем российской спортивной делегации. Он занимался подготовкой сборной, отчитывался о медальных планах команды. В 2010 году, по предложению Виталия Смирнова, Владимир Васин избран почётным вице-президентом Олимпийского комитета России.

## Спортивные достижения
- Заслуженный мастер спорта СССР (1972)
- Чемпион Олимпийских игр 1972 года в прыжках с трамплина
- Бронзовый призёр Чемпионата Европы (1970)
- Участник Олимпийских игр 1964 года (8-е место в прыжках с трамплина)
- Участник Олимпийских игр 1968 года (11-е место в прыжках с трамплина, 10-е место в прыжках с вышки)
- Чемпион СССР (1966, 1969, 1972)

## Прочие достижения
- Заместитель председателя Государственного комитета СССР по физической культуре и спорту (1990—1992)
- Президент Всероссийского Олимпийского комитета (1989—1992)
- С 1992 — Первый вице-президент ОКР
- Заслуженный работник физической культуры Российской Федерации (1997)[10]
- Награждён Почётными Знаками «За заслуги в развитии физической культуры и спорта» (1992, 1996)
- Орден Знак Почёта (14 ноября 1980 года) — за большую работу по подготовке и проведению Игр XXII Олимпиады[11]
- В 1991 году был включён в Зал Славы мирового плавания.